# Tribhuwana Wijayatunggadewi
Tribhuwana Wijayatunggadewi, även känd som Dyah Gitarja, var regerande drottning och Majapahitrikets tredje monark från 1328 till 1350. Hennes formella namn som monark var Tribhuwannottunggadewi Jayawishnuwardhani. Tillsammans med sin premiärminister Gajah Mada bedrev hon en expansionistisk politik som gjorde Majapahitriket till ett imperium och en stormakt i Indonesien. Hon var också titeln Bhre Kahuripan (hertiginna av Kahuripan).

## Biografi
Tribhuwana Wijayatunggadewi var en medlem av Rajasadyanstin som dotter till Majapahitrikets grundare och första monark, kung Raden Wijaya, och drottning Dyah Gayatri Rajapatni. Vid hennes fars död 1309 besteg hennes halvbror Jayanegara tronen. Efter nästan tjugo års regeringstid mördades hennes halvbror kungen år 1328. Enligt en teori mördades han av sin halvsyster prinsessan Tribhuwanas rådgivare, Gajah Mada. Hennes bror avled utan någon son och tronarvinge, och hennes mor, änkedrottning Gayatri Rajapatni hamnade då i en maktposition när riket hamnade i interregnum. Hon erbjöds tronen i brist på arvingar, och överlät den i sin tur på sin den äldre av sina två döttrar, som därmed med besteg tronen som regerande drottning och med hennes tillstånd styrde riket i hennes ställe. 
Modern drog sig tillbaka i ett kloster som buddhistnunna, medan Tribhuwana övertog styrelsen med sin make Kritavardhana som stöd och sin rådgivare Gajah Mada som premiärminister. Hennes regeringstid är berömd som den period då Majapahitriket förvandlades till den kanske största stormakten och imperiet i Indonesiens inhemska historia. Tillsammans fullföljde drottningen och premiärministern framgångsrikt en massiv expansionspolitik. År 1331 ledde hon personligen armén i fält, med sin kusin Adityawarman vid sin sida, för att krossa upproret i Sadeng och Keta. 1343 erövrade hon kungadömet Pejeng, Dalem Bedahulu och Bali. 1347 sände hon Adityawarman för att erövra Srivijaya och Melayu, och utnämnde honom sedan till vasallkung av Sumatra. 
År 1350 avled hennes mor buddhistnunnan i sitt kloster. Eftersom drottning Tribhuwana endast regerade riket med sin mors tillstånd, tvingades hon abdikera till förmån för sin son, den då sexton år gamla Hayam Wuruk. 